# 岐阜聖徳学園高等学校
岐阜聖徳学園高等学校（ぎふしょうとくがくえんこうとうがっこう）は、岐阜県岐阜市中鶉に所在する私立高等学校。

## 概要
岐阜聖徳学園大学附属高等学校と合併し、清翔高等学校から校名を変更した。
岐阜聖徳学園大学附属中学校からの内部進学が開かれている。

## 沿革
- 1962年（昭和37年） - 全日制高等学校の設置が認可される。
- 1963年（昭和38年） - 岐阜南高等学校が開校。全日制普通科開校。
- 1966年（昭和41年） - 商業科・保育科開設。
- 1966年（昭和41年） - 体育科開設。
- 1968年（昭和43年） - 第50回全国高校野球選手権岐阜大会決勝戦で中京商業高校に3対1で勝ち、岐阜大会優勝。これにより第50回全国高校野球選手権大会へ出場。
- 1976年（昭和51年） - 保育科廃止。聖徳学園岐阜教育大学附属高等学校開校。
- 1987年（昭和62年） - 商業科にコース制導入。（商業・情報処理）
- 1992年（平成4年） - 普通科に四大進学コース設置。制服変更。
- 1998年（平成10年） - 聖徳学園岐阜教育大学附属高等学校が、岐阜聖徳学園大学附属高等学校に名称変更。
- 2001年（平成13年） - 岐阜南高等学校が清翔高等学校に校名変更する。
- 2010年（平成22年）- 岐阜聖徳学園大学附属高等学校（学校自体は2011年に廃校）の生徒を受入れ[3]。清翔高等学校から校名を変更して岐阜聖徳学園高等学校となる。
- 2011年（平成23年）- 体育科廃止。
- 2019年（平成31年） - ICT授業に伴い、iPad・電子黒板（ワイード、クラッシー、デジタル教科書）・Free Wi-Fi導入。また、女子生徒用、スラックスを導入。

## 設置学科
全日制
- 普通科
  - 特進コース
  - 進学コースⅠ類
  - 進学コースⅡ類
- 商業科
  - 商業科

※ 清翔高等学校時代には、体育科を設置していた。

## 部活動

### 運動系部活動
- 硬式野球部
- 軟式野球部
- ソフトボール部
- 剣道部
- 柔道部
- 空手道部
- 陸上競技部
- 水泳部
- サッカー部
- ラグビー部
- バレーボール部
- バスケットボール部
- 卓球部
- テニス部（硬式）
- ゴルフ部
- バドミントン部
- スポーツクライミング部
- ボーリング部

### 文化系部活動
- 美術部
- 放送部
- 吹奏楽部
- 茶華道部
- 和太鼓部
- 資格同好会
- 囲碁将棋部（廃部）
- 沖縄文化研究会
- 箏曲部
- 陶芸部

### 研究会
- 沖縄文化研究会

## 交通アクセス

### 公共交通機関
- JR東海道本線・高山本線 岐阜駅より自転車で約25分
- JR東海道本線　西岐阜駅より自転車で約15分。
- 岐阜羽島駅（新幹線）近辺の羽島市民会館より岐阜聖徳学園高校へ直通バスを運行。
- JR岐阜駅バスターミナル（おぶさ墨俣線）及び（岐阜聖徳学園線）「JR岐阜駅」 - 「岐阜聖徳学園高校前」 約20分。

### スクールバス
スクールバスは年々利用者が増加し、当初の3コースから揖斐・本巣、美山・岐阜西、三輪・芥見、美濃・各務原北、犬山・各務原南、養老・海津、大垣南・安八、JR西岐阜駅の8コースに拡大された。
更に2011年（平成23年）度には揖斐、本巣、美山、岐阜西、武芸川、美濃、犬山・各務原、養老、海津、上石津、大垣南、JR西岐阜駅2台の13路線に拡大された。

## 出身者
- 山田ゴロ（漫画家）
- 棚橋祐司（社会人野球・元王子製紙監督、現硬式野球部監督）

## 系列校
- 学校法人聖徳学園
  - 岐阜聖徳学園大学
  - 岐阜聖徳学園大学短期大学部
  - 岐阜聖徳学園大学附属高等学校
  - 岐阜聖徳学園大学附属中学校
  - 岐阜聖徳学園大学附属小学校
  - 岐阜聖徳学園大学附属幼稚園
- 聖徳自動車学園